# Dudley (West Midlands)
Dudley és una ciutat del comtat de West Midlands d'Anglaterra. Al cens de 2001, l'àrea urbana de Dudley tenia 194.919 habitants, fent-ne la ciutat més gran del Regne Unit que no té universitat.